# Hrabstwo Sumter (Karolina Południowa)
Hrabstwo Sumter (ang. Sumter County) – hrabstwo w stanie Karolina Południowa w Stanach Zjednoczonych.

## Geografia
Według spisu z 2000 roku obszar całkowity hrabstwa obejmuje powierzchnię 682 mil2 (1766,37 km²), z czego  665 mil2 (1722,34 km²) stanowią lądy, a 17 mil2 (44,03 km²) stanowią wody. Według szacunków United States Census Bureau w roku 2012 miało 108 052 mieszkańców. Jego siedzibą administracyjną jest Sumter.

### Miasta
- Sumter
- Mayesville
- Pinewood

### CDP
- Cane Savannah
- Cherryvale
- Dalzell
- East Sumter
- Lakewood
- Millwood
- Mulberry
- Oakland
- Oswego
- Privateer
- Rembert
- Shiloh
- South Sumter
- Stateburg

### Sąsiednie hrabstwa
- Hrabstwo Lee (północ)
- Hrabstwo Florence (północny wschód)
- Hrabstwo Clarendon (południe)
- Hrabstwo Calhoun (południowy zachód)
- Hrabstwo Richland (zachód)
- Hrabstwo Kershaw (północny zachód)